# Filadelfia
Filadelfia (ang. Philadelphia, wym. [ˌfɪləˈdɛlfiə]) – miasto na północno-wschodnim wybrzeżu Stanów Zjednoczonych, w stanie Pensylwania, siedziba hrabstwa Filadelfia, u ujścia rzeki Delaware do Atlantyku. Największe pod względem liczby ludności miasto w Pensylwanii i szóste w kraju.
Według danych z 2021 roku w Filadelfii mieszka 1 576 251 osób, a w obszarze metropolitalnym znanym jako Delaware Valley ponad 6,2 mln (7. miejsce w kraju). Miasto jest również siedzibą hrabstwa Filadelfia, którego granice pokrywają się z obecnymi granicami miasta. Miasto posiada dwie, używane potocznie, nazwy: Philly i The City of Brotherly Love (Miasto braterskiej miłości). Nazwa miasta pochodzi z greki – Φιλαδέλφεια – i oznacza braterską miłość (philos – „kochany, przyjaciel, kochający”; adelphos – „brat”).
Będąca ośrodkiem handlowym, edukacyjnym i kulturowym Filadelfia była niegdyś drugim po Londynie miastem w Imperium Brytyjskim i centrum geograficzno-politycznym pierwotnych trzynastu kolonii. Duży wkład w rozwój miasta miała działalność Benjamina Franklina. Powstało tu wiele idei związanych z rewolucją i niepodległością Stanów Zjednoczonych. Było to również największe miasto USA i jego pierwsza stolica, aż do utworzenia Waszyngtonu.

## Historia
Przed przybyciem Europejczyków w regionie tym żyli Delawarowie, którzy utworzyli tu małą wioskę Shackamaxon.
Europejczycy przybyli do doliny rzeki Delaware na początku XVII wieku. Pierwsze osady zostały założone przez Holendrów, Brytyjczyków i Szwedów. Po pierwszej szwedzkiej ekspedycji do Ameryki Północnej w 1637 r. uzyskali oni kontrolę nad południowo-wschodnią Pensylwanią, a także nad dzisiejszymi Delaware i Maryland. W 1644 Nowa Szwecja została wsparta przez plemię Susquehanna podczas ich nieudanej próby wyparcia Brytyjczyków z Maryland. 11 lat później Holendrzy wysłali armię do doliny Delaware i formalnie przejęli władzę nad tą kolonią, jednak szwedzcy i fińscy osadnicy posiadali własną policję i sądownictwo, wyznawali swoją wiarę i uprawiali tutejsze ziemie. Brytyjczycy podbili te ziemie w latach 1663–1664, lecz sytuacja nie zmieniła się aż do założenia w 1682 r. przez Williama Penna Pensylwanii.
W 1681 jako część spłacanego długu, Karol II Stuart swoim edyktem nadał Williamowi Pennowi prawa do założenia kolonii Pensylwania. Pomimo takiego dokumentu Penn odkupił ziemię od plemienia Delawarów, aby zapewnić pokój dla swojej kolonii. Zgodnie z lokalną legendą Penn zawarł pakt o przyjaźni z przywódcą Delawarów, Tammany’m, pod wiązem rosnącym w indiańskiej osadzie Shackamaxon. Jako członek kwakrów, Penn przeżył prześladowania religijne, chciał więc utworzyć swoją kolonię jako miejsce tolerancji religijnej.
Penn zaplanował założenie nad rzeką Delaware miasta, które miałoby służyć jako port i ośrodek administracyjny. Mając nadzieję, że Filadelfia będzie miała charakter małego, rolniczego miasteczka na wzór angielskich, rozplanował swoje miasto według systemu hippodamejskiego, miało być otoczone ogrodami i sadami. Mieszkańcy jednak nie zaakceptowali jego wizji. Przed ostatnim przybyciem Penna do Filadelfii nadał on jej w 1701 prawa miejskie. W niedługim czasie po tym wydarzeniu miasto stało się ważnym ośrodkiem handlowym, z dość dobrymi warunkami do życia. Benjamin Franklin, jeden z wiodących mieszkańców w tym czasie, pomógł w rozwoju usług dla ludności, m.in. w wybudowaniu pierwszego w amerykańskich koloniach szpitala.
Dzięki swojemu znaczeniu i położeniu w środkowej części trzynastu kolonii, Filadelfia stała się naturalnym ośrodkiem amerykańskiej rewolucji. Odbyły się tu: pierwszy kongres kontynentalny, drugi kongres kontynentalny, na którym uchwalono Deklarację niepodległości Stanów Zjednoczonych i kongres konstytucyjny.
Podczas kampanii filadelfijskiej w mieście i jego okolicach odbyło się wiele bitew między wojskami brytyjskimi i amerykańskimi. Stała się ona w latach 90. XVIII wieku pierwszą stolicą Stanów Zjednoczonych.
W 1793 r. największa w historii tego kraju epidemia żółtej febry zabiła 5 tys. osób, czyli 10% ówczesnej populacji miasta.
Rząd federalny opuścił Filadelfię w latach 1799–1800, lecz miasto pozostało największym ośrodkiem finansów i kultury. W niedługim czasie miasto zostało wyprzedzone przez Nowy Jork pod względem liczby mieszkańców. Jednak dzięki budowie dróg, kanałów i linii kolejowych stało się największym ośrodkiem przemysłu w Stanach Zjednoczonych. Przez cały XIX wiek rozwijały się tu liczne przedsiębiorstwa. Najwięcej zakładów działało w branży tekstylnej. Do początków XX w. największymi korporacjami w mieście były: Baldwin Locomotive Works, William Cramp and Sons Ship and Engine Building Company i Pennsylvania Railroad.
Imigranci, głównie Niemcy i Irlandczycy, licznie osiedlali się w mieście i jego okolicach. W wyniku znacznego wzrostu liczby mieszkańców w 1854 zatwierdzono obszar granic miasta równoznaczny z granicami hrabstwa Philadelphia. W drugiej połowie XIX w. do Filadelfii zaczęli przybywać mieszkańcy Rosji, Europy Wschodniej i Włoch, a także Afroamerykanie z południowej części kraju.
Przez cały XX wiek Filadelfia była uważana za miasto skorumpowane, tradycyjnie popierające Partię Republikańską. W latach 20. lekceważenie prohibicji, działalność mafii i nielegalne poczynania policji doprowadziły do mianowania Smedleya Butlera na stanowisko dyrektora ochrony publicznej. Polityczna presja zapobiegła jednak wprowadzeniu odpowiednich przepisów, umożliwiających zwalczenie przestępczości i korupcji.
Ludność miasta osiągnęła liczbę ponad 2 mln mieszkańców w latach 50. W późniejszym czasie zaczęła się tzw. white flight, czyli przeprowadzka białej ludności na przedmieścia. Obecnie takie dzielnice, jak Center City i University City podlegają rewitalizacji. Po przeprowadzce bądź bankructwie dużej części zakładów przemysłowych w Filadelfii miasto stało się atrakcyjne dla sektora usług, z których najprężniej rozwija się turystyka.

## Geografia

### Topografia

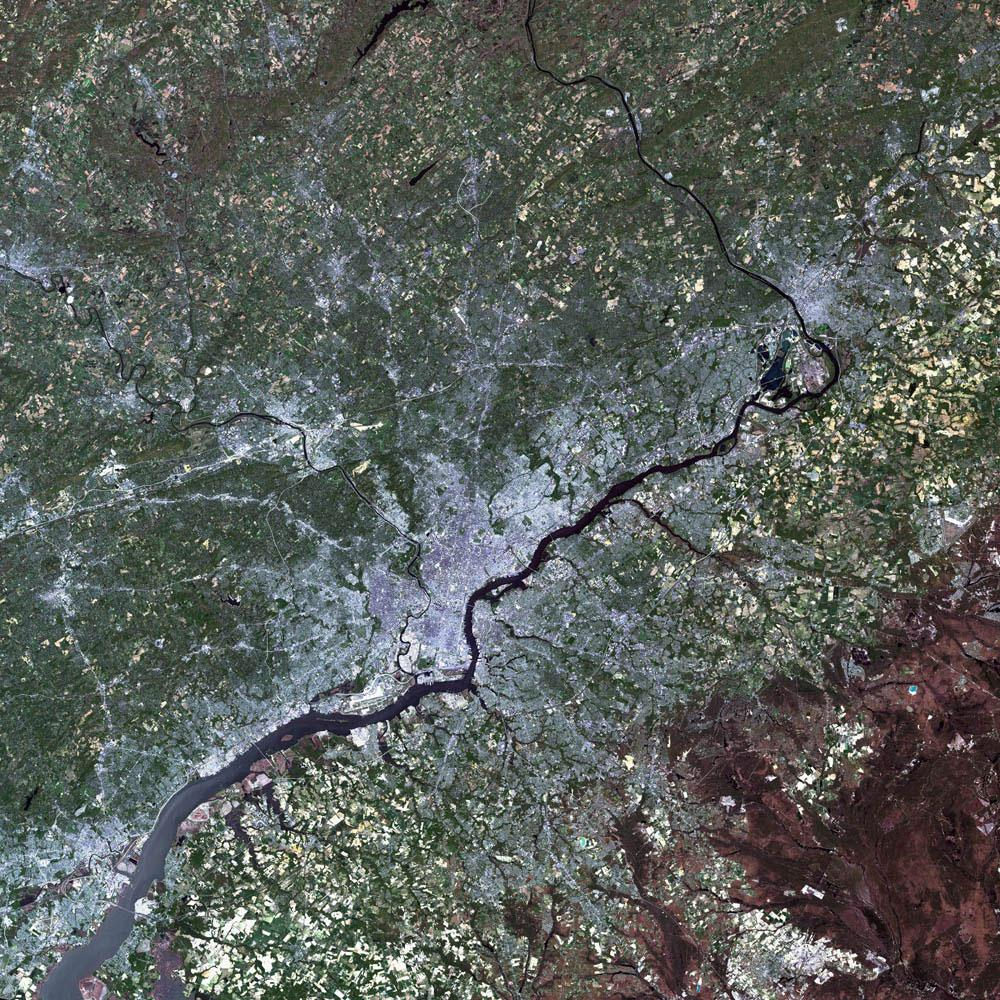
Zdjęcie satelitarne Filadelfii. W środkowej części widoczna rzeka Delaware

Filadelfia jest położona na 40°00′N 75°09′W. Według spisu powszechnego, powierzchnia miasta wynosi 369,3 km², z czego 349,9 km² to ląd a 19,7 km² to wody (5,29% ogólnej powierzchni miasta). Główne cieki wodne to: Delaware, Schuylkill, Cobbs, Wissahickon i Pennypack.
Najniżej położonym punktem jest brzeg morza, natomiast najwyższym punktem jest Chestnut Hill, wznoszący się na wysokość 136 m n.p.m.
Miasto położone jest na granicy Niziny Atlantyckiej i płaskowyżu Piedmont. Niegdysiejsze wodospady East Falls, położone na rzece Schuylkill, zniknęły w I połowie XIX w. po budowie Kanału Schuylkill i zapory (ang. Fairmount Dam) systemu zaopatrzenia w wodę Fairmount (ang. Fairmount Water Works).
Filadelfia jest stolicą hrabstwa Philadelphia. Sąsiaduje ono z hrabstwami: Montgomery od północy, Bucks od północnego wschodu, Burlington (stan New Jersey) od wschodu, Camden (stan New Jersey) od południowego wschodu, Gloucester (stan New Jersey) od południa i Delaware od zachodu.

### Klimat
Filadelfia jest położona przy północnej granicy wilgotnego klimatu podzwrotnikowego (według klasyfikacji klimatów Köppena jest to Cfa). Lata są zazwyczaj gorące i duszne, jesień i wiosna łagodne, a zimy chłodne. Średni roczny opad śniegu wynosi 534 mm. Opady deszczu są rozłożone równomiernie przez cały rok, średnio od dziewięciu do jedenastu deszczowych dni w miesiącu. Całoroczna średnia wynosi 1068 mm.
Najniższą temperaturę zanotowano 9 lutego 1934 r.: –24 °C, jednakże temperatura zimą rzadko spada poniżej –18 °C. Rekordowo najwyższą temperaturę zanotowano 7 sierpnia 1918 r.: 41 °C.

## Wygląd miasta

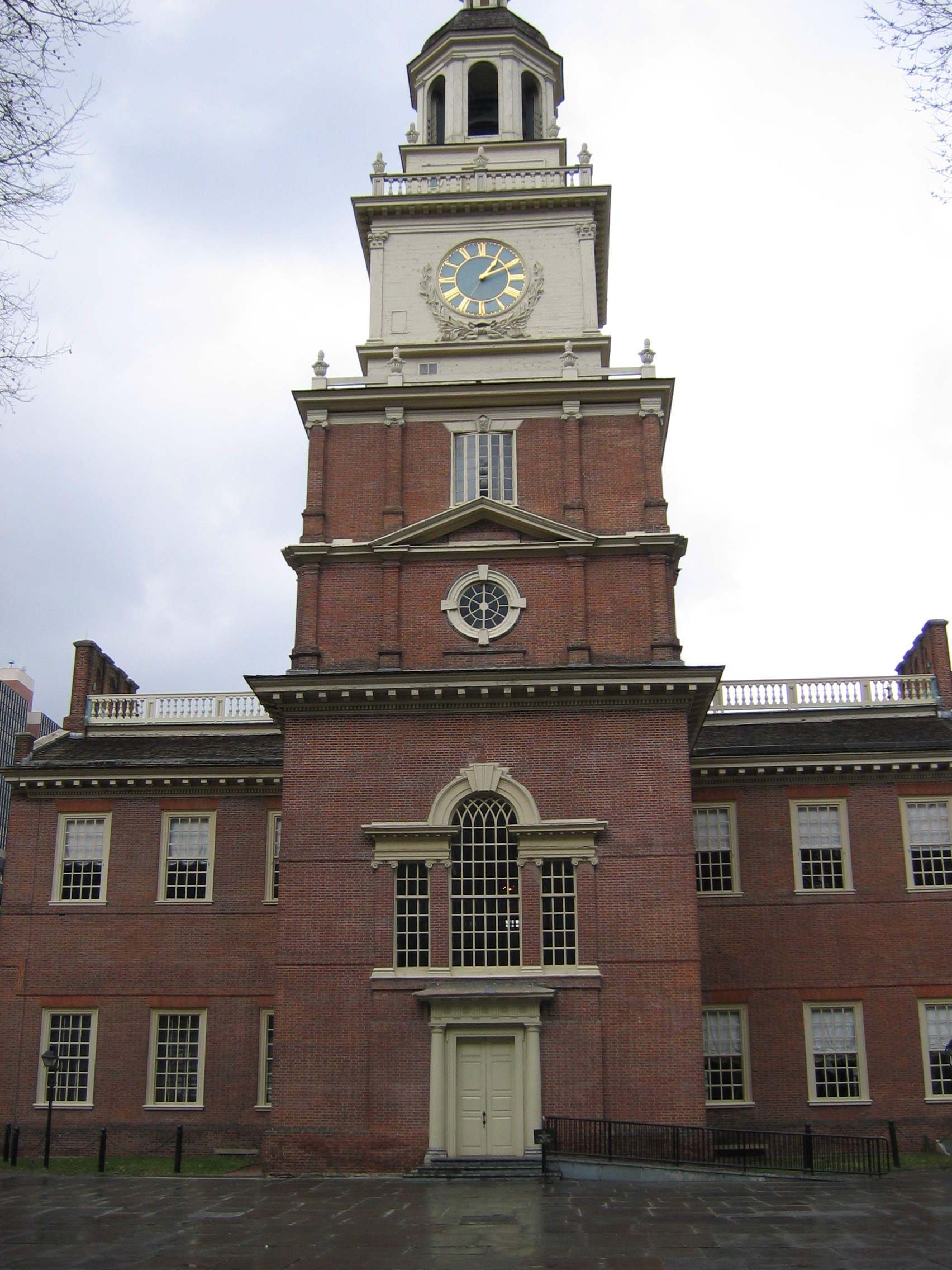
Independence Hall, przykład architektury georgiańskiej w Filadelfii

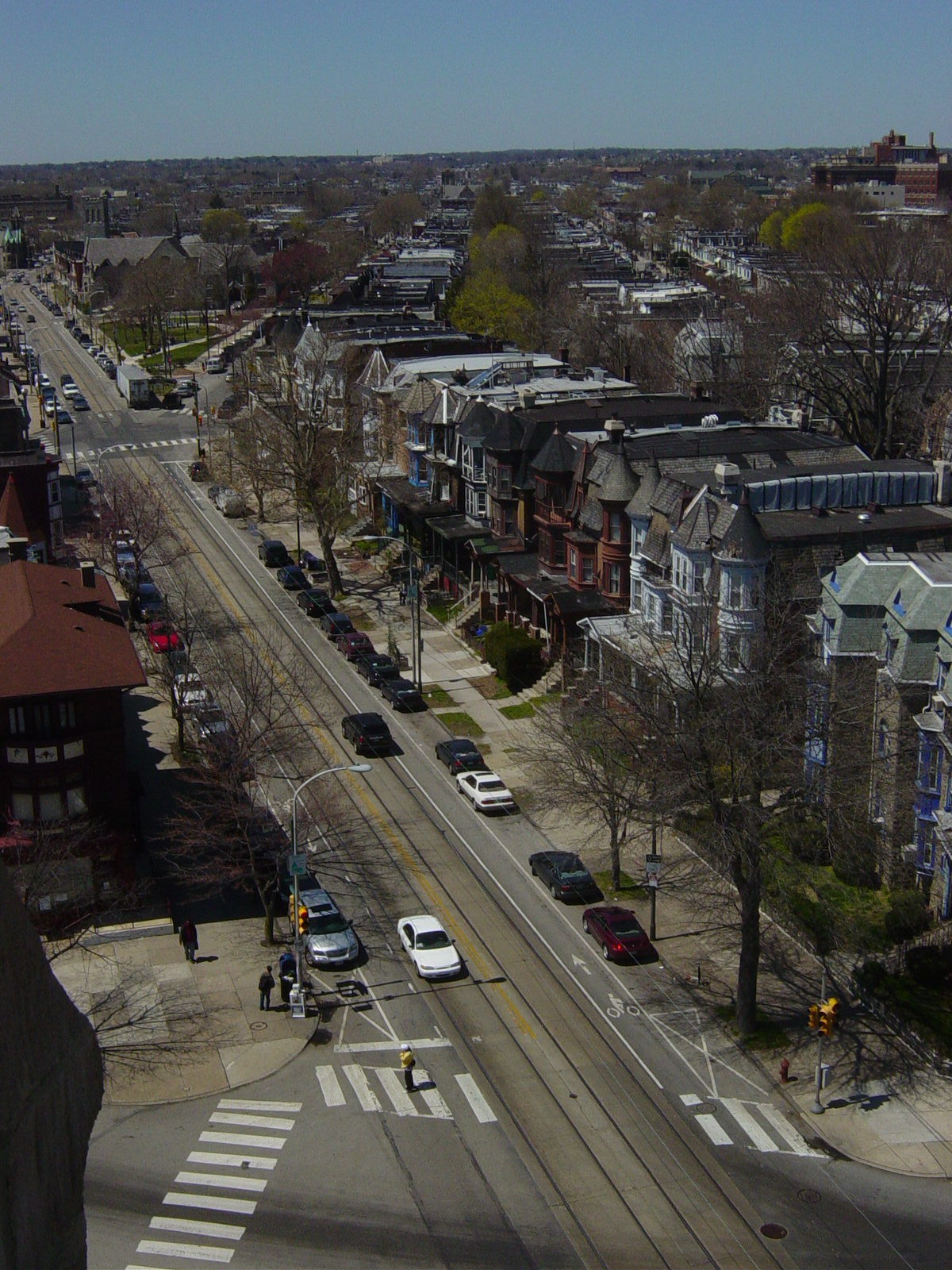
Widok na dzielnice mieszkalne w zachodniej części miasta, gdzie dominują domy szeregowe

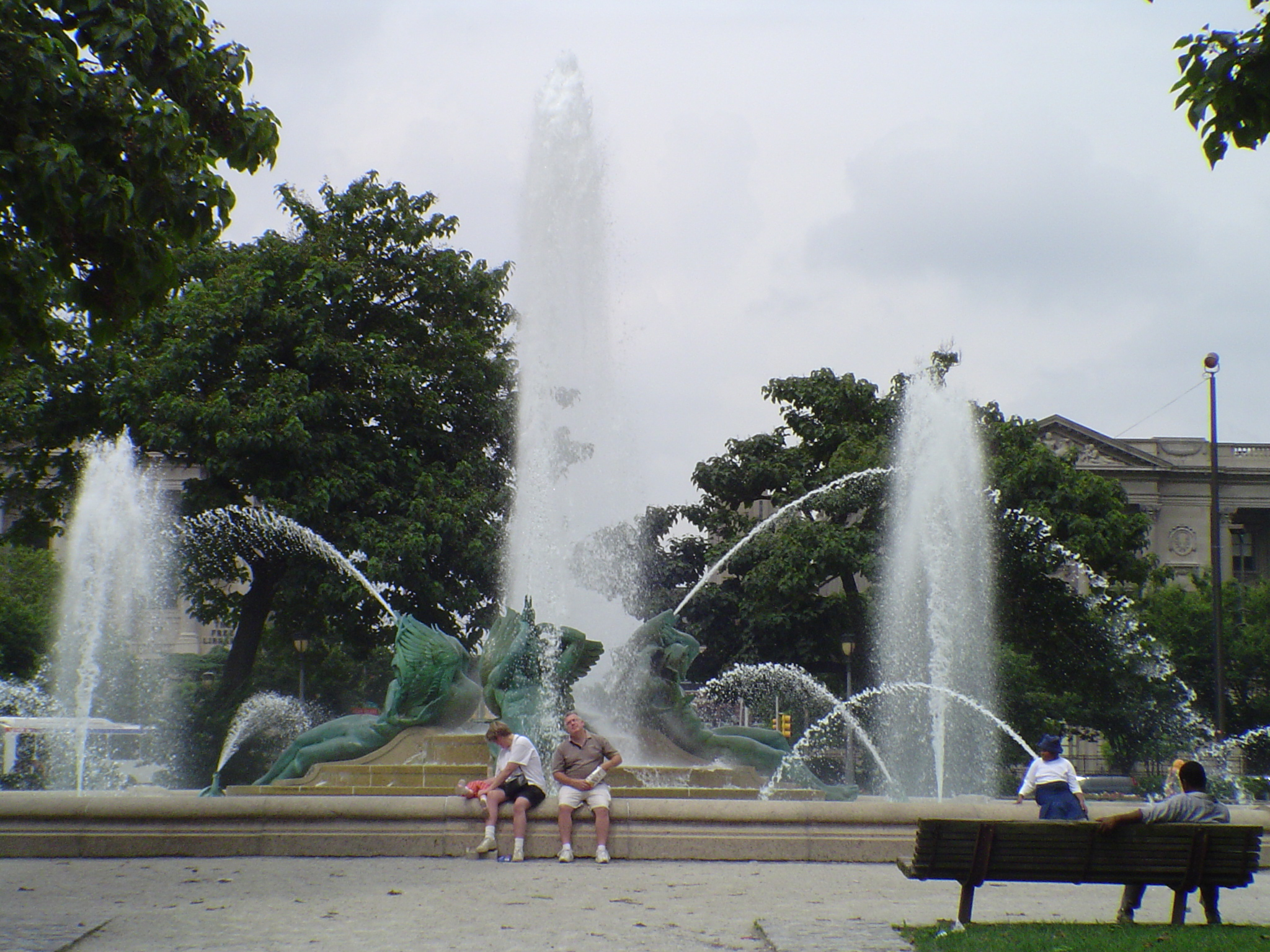
Fontanna Swanna na Logan Circle

### Dzielnice
Filadelfia jest podzielona na kilka większych dzielnic (North, Northeast, Northwest, West, South i Southwest) okalających Center City, czyli pierwotny obszar miasta przed rozszerzeniem jego granic w 1854 roku.
Każda z tych dzielnic jest podzielona na mniejsze osiedla, których obszar pokrywa się z granicami byłych gmin i miejscowości dawnego hrabstwa Philadelphia. Pozostałe wyodrębniono ze względu na odmienność etniczną, religijną, kulturalną lub gospodarczą.

### Architektura
Historia architektury w Filadelfii sięga czasów kolonialnych i jest mieszanką różnorodnych stylów. Najwcześniejszymi budowlami były drewniane domy, ale ceglane struktury pojawiły się już około początku XVIII wieku. Przez to stulecie filadelfijskie budownictwo zostało zdominowane przez styl georgiański (np. Independence Hall).
Na początku XIX w. budownictwo zostało zdominowane przez style Federal i greckiego odrodzenia, których głównymi architektami byli: Benjamin Latrobe, William Strickland, John Haviland, John Notman, Thomas U. Walter i Samuel Sloan. Za największego architekta Filadelfii uważany jest tworzący w drugiej połowie XIX wieku Frank Furness. W 1871 rozpoczęła się budowa ratusza (Philadelphia City Hall), w stylu drugiego imperium. Pomimo konstrukcji wielu wieżowców ze stali i betonu na początku XX w., mierzący 167 m wysokości ratusz pozostawał do 1987 najwyższym budynkiem miasta.
Od końca lat 80. XX wieku powstaje wiele wieżowców ze szkła i granitu. W 2007 r. Comcast Center stało się najwyższym budynkiem metropolii, wyprzedzając One Liberty Place.
Wizytówką Filadelfii stały się domy szeregowe (ang. row houses). Pierwsze z nich pojawiły się na początku XIX w. i od tego czasu budowane były w całych Stanach Zjednoczonych. Znane są jako Philadelphia Rows. Ich wygląd jest również zróżnicowany: od budowanych w stylu wiktoriańskim w północnej Filadelfii do bliźniaczych w zachodniej części miasta. Podczas gdy nowe domy są dość rozproszone po całym mieście, większość budynków mieszkalnych pochodzi najpóźniej z początków XX wieku. Wiek tych budowli nastręcza wielu problemów. Najpoważniejszym z nich jest wiele opuszczonych domów, jak w dzielnicy Society Hill, która jest największym skupiskiem XVIII-wiecznej architektury kraju. Prowadzi się jednak działania mające na celu przywrócenie świetności tym budowlom.

## Demografia
Według spisu powszechnego z 2000, Filadelfia miała 1 517 550 mieszkańców, 590 071 gospodarstw domowych i 352 272 rodziny. Średnia gęstość zaludnienia wynosiła 43 373 osób na km². Było tu także 661 958 jednostek mieszkalnych, co daje średnią gęstość 1891,9 na km².
Z 590 071 gospodarstw domowych, w 27,6% żyły dzieci poniżej 18. roku życia, w 32,1% małżeństwa żyjące razem, w 22,3% kobiety niemające małżonka, a w 40,3% osoby samotne. W 11,9% żyły osoby powyżej 65. roku życia. Średnia wielkość gospodarstwa domowego to 2,48 osoby, a rodziny – 3,22.
Skład wiekowy: 25,3% całkowitej ludności miało poniżej 18 lat, 11,1% było w wieku od 18 do 24 lat, 29,3% 25–44, 20,3% 25–64, a 14,1% miało 65 lat i więcej. Średni wiek wyniósł 34 lata. Na każde 100 kobiet przypadało 86,8 mężczyzn.
Średni dochód gospodarstwa domowego w mieście wyniósł 30 746 USD, a dla rodziny – 37 036 USD. Średni dochód mężczyzn to 34 199 USD, a kobiet – 28 477 USD. Dochód per capita wyniósł natomiast 16 509 USD. 22,9% ludności miasta i 18,4% rodzin żyło poniżej relatywnej granicy ubóstwa. 31,3% ludności poniżej 18. roku życia i 16,9% powyżej 65. żyło poniżej granicy ubóstwa.

### Zmiany historyczne
Przez cały XVIII i początek XIX wieku Filadelfia obejmowała obszar pomiędzy rzekami Delaware i Schuylkill oraz pomiędzy dzisiejszymi ulicami Vine i South. W 1854 granice miasta rozszerzyły się na cały obszar hrabstwa Philadelphia. Zaowocowało to nagłą zmianą liczby ludności podczas spisu powszechnego w 1860.
Filadelfia doświadczyła jednolitego wzrostu liczby mieszkańców od drugiej połowy XIX w. aż do 1950 (wyłączając z tego spis z 1930, w którym populacja zmniejszyła się na skutek Wielkiego Kryzysu). W 1950 mieszkało tu 2 071 605 osób, lecz w ciągu 50 lat miasto opuściło 554 055 osób, czyli 26,7% ludności. Dla porównania, w tym samym czasie Chicago straciło 20% swojej ludności, a Baltimore 31,4%. Narodowy trend, zwany white flight, polegający na opuszczaniu centrów miast przez bogatszą białą ludność i przenoszeniu się na przedmieścia, spowodowany był przez rozwój infrastruktury na obrzeżach. Między 2000 a 2007 rokiem Filadelfię opuściło 4,5% ludności, co jest najwyższym wskaźnikiem wśród większych miast Stanów Zjednoczonych.
Demografowie przepowiadali nieznaczny wzrost demograficzny około 2010. Przypuszczenia te wywołały debatę publiczną. Nowi mieszkańcy Filadelfii będą najprawdopodobniej pochodzić z zagranicy (głównie z krajów takich jak Indie, Meksyk czy Korea Południowa). Przewiduje się również przybycie bogatych inwestorów narodowości azjatyckiej z Nowego Jorku, bądź Afroamerykanów z Waszyngtonu, którzy, w wyniku wysokich cen mieszkań w ich rodzinnych miastach, przeniosą się do Filadelfii.

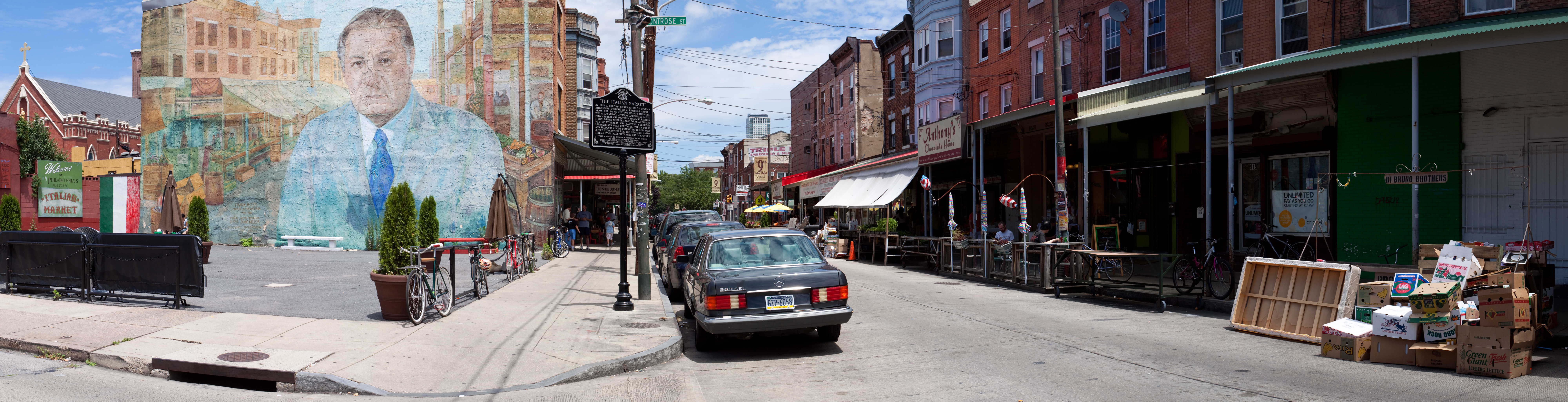
Italian Market, jedno z najbardziej znanych miejsc w mieście

### Etnografia

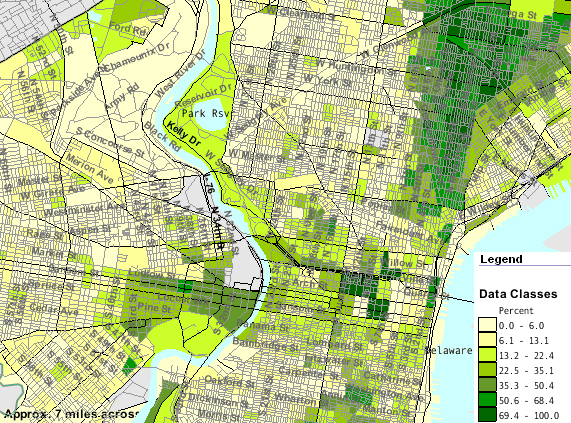
Procent ludności posługującej się innym językiem niż angielski w domu, na terenie środkowej Filadelfii (2000)

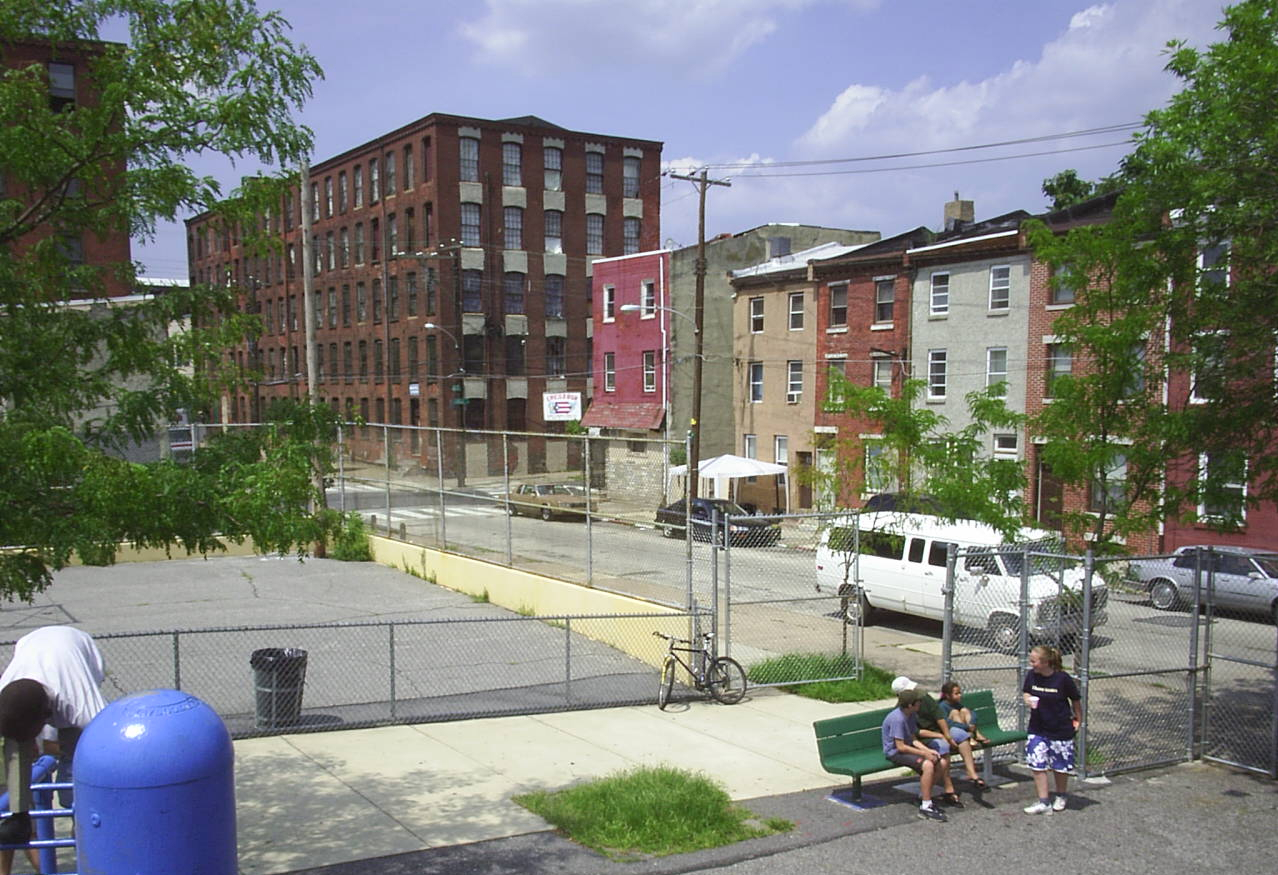
Kensington – jedna z najniebezpieczniejszych dzielnic w Filadelfii

Według danych z 2017 roku 41,6% mieszkańców stanowiła ludność biała (34,9% nie licząc Latynosów), 42,6% to Afroamerykanie, 7,1% to Azjaci, 2,8% ma rasę mieszaną, 0,4% to rdzenna ludność Ameryki i 0,1% to Hawajczycy i mieszkańcy innych wysp Pacyfiku. Latynosi stanowili 14,1% ludności miasta.
Do największych grup należały osoby pochodzenia irlandzkiego (10%), portorykańskiego (8,7%), włoskiego (6,5%) i niemieckiego (5,8%). Do innych większych grup należały osoby pochodzenia „amerykańskiego” (66,1 tys.), polskiego (46,6 tys.), chińskiego (37,7 tys.), afrykańskiego (36,3 tys.), angielskiego (35,3 tys.), dominikańskiego (29,5 tys.), hinduskiego (20,8 tys.) i meksykańskiego (19,9 tys.).
Największe skupisko Afroamerykanów w Filadelfii to Germantown, a także środkowa, północna i zachodnia część północnej Filadelfii, dzielnica Point Breeze w południowej Filadelfii, niektóre części południowo-zachodniej Filadelfii i większość Filadelfii zachodniej. Razem w dzielnicach tych mieszka około 610 000 osób, z czego 82% to Afroamerykanie. Jest to ich czwarte pod względem wielkości skupisko w Stanach Zjednoczonych, po Bedford-Stuyvesant na Brooklynie, Detroit i South Side w Chicago. Największe skupiska ludności białej pochodzenia nielatynoskiego to Center City, północno-wschodnia Filadelfia i północno-zachodnia Filadelfia.
Filadelfia jest uważana za miasto białych i czarnych, gdzie duża część ludności urodzonej w mieście to Afroamerykanie i biali. Jednak w ciągu ostatnich 20 lat zwiększa się liczba Latynosów i Azjatów. Od lat 60. nastąpiła wielka zmiana w składzie etnicznym Filadelfii: w 1960 biali stanowili 75% ludności miasta, podczas gdy w 2006 liczba ludności rasy białej (bez Latynosów) wyniosła 39%.
Liczba ludzi urodzonych poza granicami Stanów Zjednoczonych wzrosła pomiędzy 1990 a 2000 rokiem o 34 tys. osób. Z tej liczby 38,5% urodziło się w Azji, 30,3% w Europie, 23,4% pochodzi z krajów Ameryki Łacińskiej, a 6,7% z Afryki.
Wzrost liczby ludności latynoskiej przejawia się głównie w powstaniu etnicznej dzielnicy – El Centro de Oro – w Fairhill. Ludność pochodząca z Portoryko stanowi 76% populacji latynoskiej w mieście. Żyją oni głównie na granicy północnej i północno-wschodniej Filadelfii. Duże skupiska tworzą również Meksykanie, Salwadorczycy i Gwatemalczycy.
Meksykanie osiedlają się wokół Italian Market i zmienili wizerunek tego miejsca. W dzielnicach sąsiadujących z Italian Market znajdują się duże skupiska ludności latynoskiej. Od roku 2000 Filadelfia, wraz ze swoją aglomeracją, posiada jedną z największych populacji Meksykanów w kraju. Dziś stanowią oni około 1% całej ludności Delaware Valley i są drugą, pod względem wielkości, latynoską grupą etniczną w tym regionie.
Azjaci mieszkali kiedyś głównie w gwarnym Chinatown. Obecnie duże grupy Wietnamczyków mieszkają przy targowiskach niedaleko Italian Market. Koreańczycy zamieszkują natomiast tygiel narodów, jakim jest dzielnica Olney.
Włosi i włoscy imigranci są często związani z południową Filadelfią, a zwłaszcza z takimi dzielnicami, jak: Bella Vista, Central South Philadelphia, Girard Estates, Marconi Plaza, Packer Park, a także z okolicami Italian Market i Tacony.
Irlandczycy i irlandzcy imigranci żyją w dzielnicach północnej i północno-wschodniej Filadelfii, zwłaszcza w Fishtown i Kensington. Skupieni są także w Pennsport, w południowej Filadelfii i na innych obszarach.
Polacy i amerykańska Polonia mają bogatą historię w dzielnicy Port Richmond, można ich również często spotkać w Kensington i w północno-wschodniej Filadelfii.
Oprócz wyżej wymienionych, na obszarze całego miasta znaleźć można także skupiska innych narodowości. Mieszkańcy Karaibów skupiają się na przykład w Cedar Park, a wiele osób pochodzenia rosyjskiego, greckiego i ukraińskiego w północno-wschodniej Filadelfii.
Największa liczba imigrantów z krajów azjatyckich pochodzi z Chin, Indii, Wietnamu, Korei i Filipin. Wciąż wzrasta również liczba Latynosów, których krajami pochodzenia są głównie: Dominikana, Meksyk, Kolumbia, Kuba, Gwatemala oraz największa grupa, mieszkańcy Portoryko. Dosyć pokaźna jest również liczba imigrantów z Jamajki i Haiti. Ostatnimi czasy wzrasta liczba imigrantów z krajów arabskich i Afryki Subsaharyjskiej, takich jak Liberia, Nigeria, Palestyna, Maroko, Liban, czy Ghana.
Wciąż wzrasta liczba imigrantów pochodzenia europejskiego, głównie Włochów, Polaków i Irlandczyków. Ostatnio duża liczba Rosjan i Ukraińców z Europy Wschodniej przybywa do Filadelfii, z czego wielu z nich to Żydzi. Oprócz tego miasto przeżywa również przypływ ludności z Hiszpanii, Portugalii, Słowacji, Grecji i Chorwacji.

### Religie

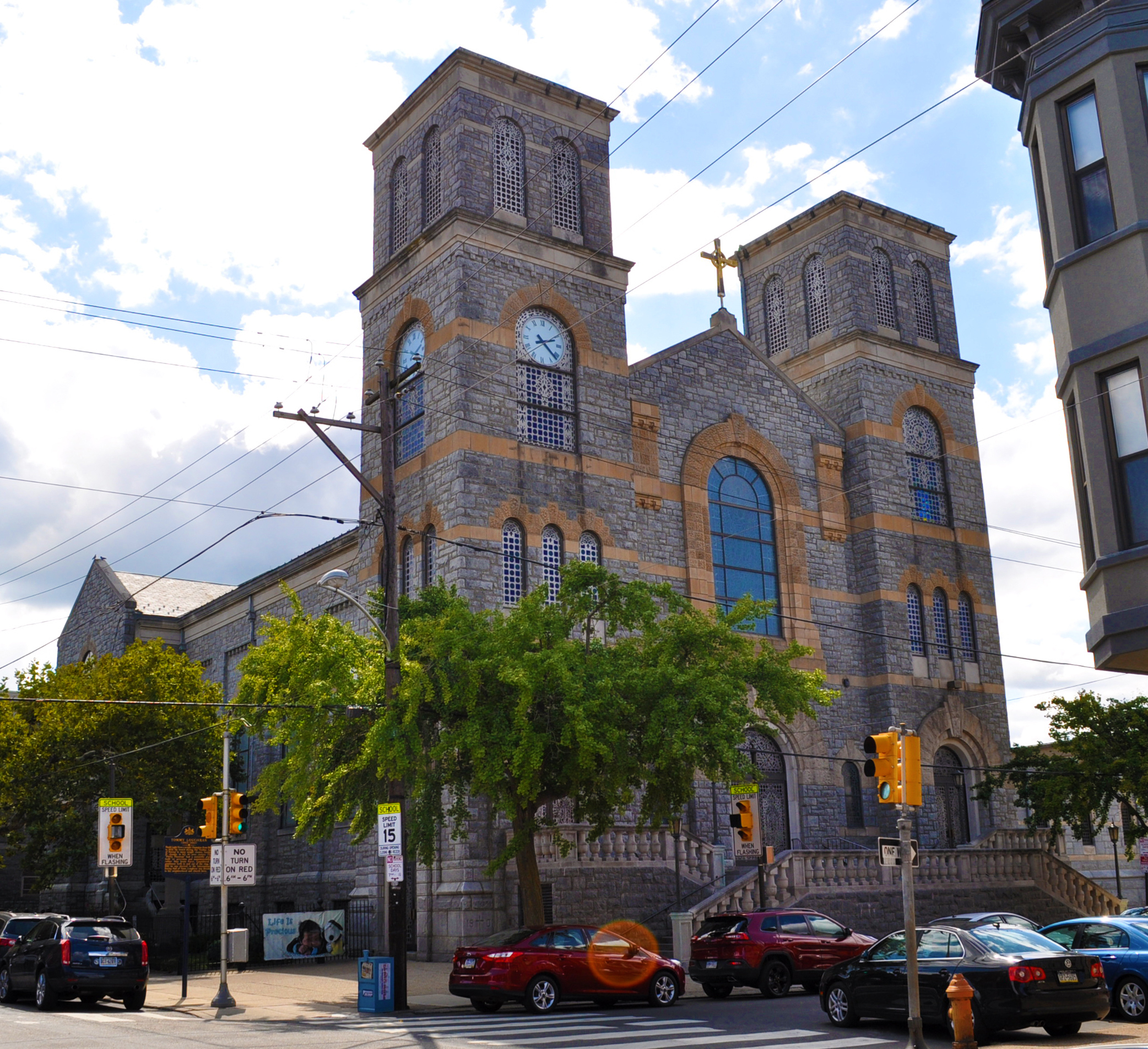
Katolicki Kościół parafialny św. Moniki

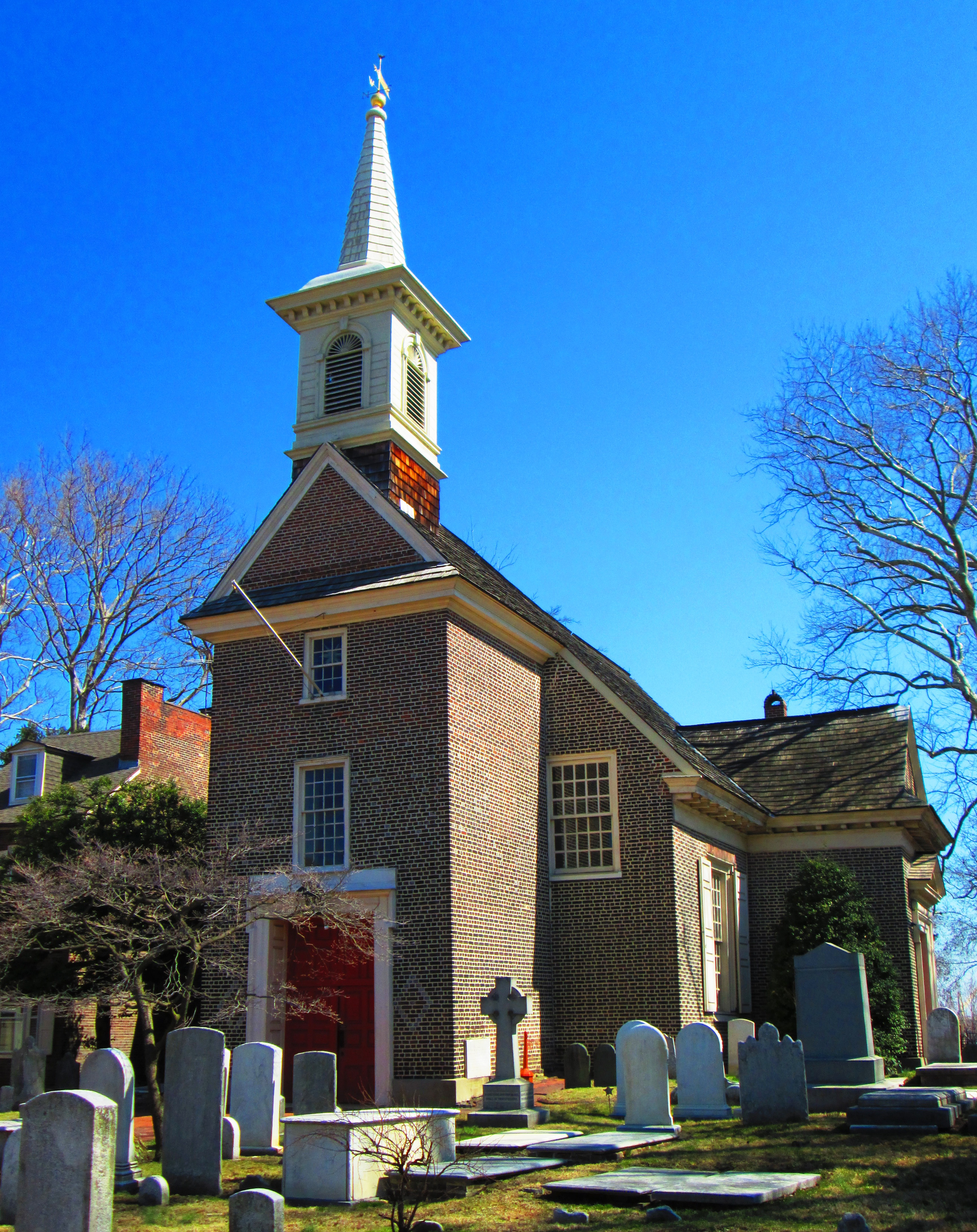
Luterański Kościół Gloria Dei (Starych Szwedów) z XVII wieku jest najstarszym kościołem w Pensylwanii

Według badania Pew Research Center w 2014 roku skład religijny aglomeracji wyglądał następująco:
- protestanci – 41%:
  - głównego nurtu – 17%
  - ewangelikalni – 13%
  - tradycji afroamerykańskiej – 11%
- katolicy – 26%
- bez religii – 24% (niewierzący – 9%)
- żydzi – 3%
- inne religie – 6%.

Według danych spisowych z 2020 roku, pod względem członkostwa do największych grup należały:
- Kościół katolicki – 1,67 mln członków w 382 parafiach,
- lokalne bezdenominacyjne zbory ewangelikalne – 291,9 tys. członków w 745 zborach,
- Kościoły baptystyczne (w większości ABC, NBC i SBC) – ok. 220 tys. członków w 627 zborach,
- społeczność muzułmańska – 160,9 tys. wyznawców w 88 meczetach,
- Zjednoczony Kościół Metodystyczny – 112,8 tys. członków w 383 kościołach,
- Kościoły kalwińskie (w większości PC(USA) i UCC) – ok. 100 tys. członków,
- Kościoły zielonoświątkowe (gł. Zbory Boże, COGIC i megakościół Calvary Chapel) – ok. 100 tys. członków w 357 zborach,
- Kościół Ewangelicko-Luterański w Ameryce – 74,1 tys. członków w 186 kościołach,
- społeczność żydowska – 68,1 tys. członków w 85 zgromadzeniach (nie uwzględniono dużej grupy Chabad-Lubawicz),
- Kościoły anglikańskie – ok. 60 tys. członków w 222 kościołach,
- świadkowie Jehowy – 46,6 tys. wyznawców w 180 zborach.

Od początków XIX w. w mieście zwiększała się liczba ludności pochodzenia żydowskiego. Dziś żyje tu jedna z największych w Stanach Zjednoczonych społeczności żydowskich, zasilana dodatkowo napływem semickich imigrantów z Europy Wschodniej. Pomiędzy 1950 a 2000 wiele żydowskich rodzin przeniosło się na przedmieścia, a wiele synagog zostało zamienionych na meczety, bądź kościoły baptystów.
Zwiększa się liczba wyznawców innych religii, takich jak islam i hinduizm. Wraz z imigrantami z takich obszarów, jak Bliski Wschód, Półwysep Somalijski i subkontynent indyjski, te dwie religie zostały przeniesione do miasta. Ponadto znaleźć tu można także buddystów i wyznawców tradycyjnych religii afrykańskich.
Filadelfia historycznie była domem dla jednej z największych społeczności luterańskich w Stanach Zjednoczonych, która jednak w XXI wieku znacznie się skurczyła z powodu sekularyzacji, starzenia się społeczności i konwersji na nowsze odłamy protestantyzmu.

### Polonijne parafie
- Parafia św. Jana Kantego
- Parafia św. Jozafata
- Parafia św. Wawrzyńca
- Parafia św. Wojciecha

## Gospodarka

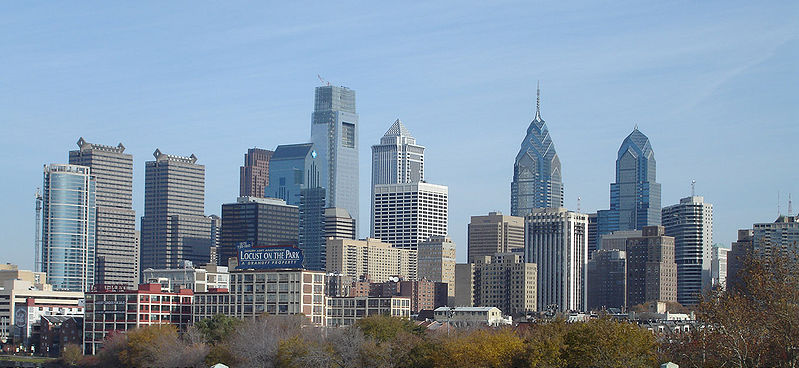
W centralnej części Filadelfii znajdują się siedziby wielu przedsiębiorstw

Gospodarka Filadelfii opiera się na przemyśle, rafinacji ropy naftowej, przetwórstwie żywności, medycynie i biotechnologiach oraz turystyce i usługach finansowych. Według badań przedsiębiorstwa PricewaterhouseCoopers, miasto wraz z okolicznym regionem produkuje czwarte co do wielkości PKB wśród amerykańskich miast, wynoszące 312 mld USD (2005). Wyprzedzają ją takie miasta, jak: Nowy Jork (PKB: 1133 mld USD), Los Angeles (693 mld) i Chicago (460 mld).
W Filadelfii mieszczą się siedziby Filadelfijskiej Giełdy Papierów Wartościowych (Philadelphia Stock Exchange) i wielu korporacji, wpisanych na listę Fortune 500, m.in.: Comcast (dostawca internetu, telewizji kablowej i usług telefonicznych), Cigna, Lincoln Financial Group (ubezpieczenia), Sunoco (przetwórstwo ropy naftowej), Aramark, Crown Holdings (przemysł spożywczy), Rohm and Haas Company, FMC Corporation (przemysł chemiczny), Wyeth, GlaxoSmithKline (przemysł farmaceutyczny), Boeing Company (w mieście produkcja śmigłowców) i Pep Boys (naprawy samochodów, handel częściami).
Znajdują się tu również instytucje federalne. Filadelfia była pierwszą stolicą Stanów Zjednoczonych, aż do czasu przeniesienia jej do Waszyngtonu. Działa tu jedna z trzech mennic państwowych (pozostałe dwie znajdują się w San Francisco i Denver) i regionalny oddział Federal Reserve.
W wyniku powstania nieistniejącej już dziś korporacji Pennsylvania Railroad i dużego zatłoczenia stacji przy 30th Street, sieć kolejowa Amtrak odgrywa dużą rolę w życiu miasta. W obsłudze ruchu kolejowego znajduje zatrudnienie wiele osób.
Filadelfia jest znana również jako centrum amerykańskiego sądownictwa. Znajduje się tu wiele szkół prawniczych: University of Pennsylvania Law School, Earle Mack School of Law, Beasley School of Law, Rutgers Law School, Villanova University School of Law i Widener University School of Law. Dodatkowo, główna siedziba Amerykańskiego Instytutu Prawniczego również została zlokalizowana w mieście.
Filadelfia to ważne centrum medyczne, znane już od czasów kolonialnych. Świadczy o tym zwłaszcza pierwszy szpital, wybudowany w amerykańskich koloniach – Pennsylvania Hospital i pierwsza szkoła medyczna, należąca obecnie do University of Pennsylvania (potocznie: Penn). Penn jest największym prywatnym pracodawcą w mieście, przekształcił się w wielki szpital naukowy, z drogim systemem opieki medycznej. Inne szpitale również są stowarzyszone z uniwersytetami, m.in. Temple University School of Medicine i Drexel University College of Medicine. Ponadto znajdują się tu trzy znane szpitale dziecięce: Children’s Hospital of Philadelphia (pierwszy szpital pediatryczny w USA), St. Christopher’s Hospital i Shriners’ Hospital. Warto również dodać, że opieka zdrowotna jest obecnie największym pracodawcą w Filadelfii. W mieście działa kilkanaście towarzystw medycznych.
Oprócz samych usług medycznych, w regionie rozwija się również przemysł farmaceutyczny. Największymi korporacjami, działającymi na tym terenie są: GlaxoSmithKline, AstraZeneca, Wyeth, Merck, GE Healthcare, Johnson & Johnson i Siemens Medical Solutions. W mieście założono również pierwszą szkołę farmaceutyczną – Philadelphia College of Pharmacy (dzisiejszy University of Sciences in Philadelphia).
Turystyka jest jednym z najważniejszych źródeł dochodów w mieście. W 2008 znalazło się na 11. miejscu wśród najczęściej odwiedzanych miast Stanów Zjednoczonych. W tym samym roku przybyło tu 710 tys. obcokrajowców, co stanowi wzrost o 29% w porównaniu z poprzednim rokiem.

## Przestępczość
Po II wojnie światowej Filadelfia przeżyła wzrost przestępczości. W 1990 było tu 525 morderstw, co daje wskaźnik 31,5 na 100 000 osób. W latach 90. natomiast liczba ta często przekraczała 600 zabójstw. Liczba morderstw w 2002 spadła do 288, lecz w ciągu kolejnych czterech lat nagle wzrosła do 406. W porównaniu z innymi wielkim miastami w Stanach Zjednoczonych w 2006 w Filadelfii był największy odsetek zabójstw: 27,7 na 100 tys., lecz w 2007 wskaźnik ten spadł (392 morderstwa).
W 2004 średnio na 200 tys. mieszkańców popełniono 7513,5 przestępstw różnego rodzaju. W 2005 Filadelfia zajęła 6. miejsce w rankingu najniebezpieczniejszych miast powyżej 500 tys. mieszkańców w Ameryce, według agencji Morgan Quinto. Wśród miast nadatlantyckich, o podobnej liczbie ludności, Baltimore i Waszyngton zajęły kolejno drugą i trzecią pozycję, a Camden w stanie New Jersey, leżące po drugiej stronie rzeki Delaware, naprzeciwko Filadelfii, jest uznawane za najniebezpieczniejsze miasto w Stanach Zjednoczonych.
W 2008 Camden zajęło drugą pozycję wśród rankingu najniebezpieczniejszych miast Ameryki, a Filadelfia dwudzieste drugie.

## Transport
Filadelfia jest obsługiwana przez Southeastern Pennsylvania Transportation Authority (w skrócie: SEPTA), do którego należy obsługa linii autobusowych, kolejowych, metra, tramwajowych i trolejbusowych. Obszar obsługiwany przez SEPTA to: Filadelfia, hrabstwa Bucks, Chester, Delaware i Montgomery w stanie Pensylwania oraz hrabstwo Mercer w New Jersey i hrabstwo New Castle w Delaware. Tutejsze metro otwarto w 1907 r.
Filadelfijska stacja kolejowa przy 30th Street, jest główną stacją przy linii kolejowej Northeast Corridor, należącą do przedsiębiorstwa Amtrak. Możliwe są stąd połączenia z innymi liniami przedsiębiorstwa Amtrak, a także z liniami SEPTA i New Jersey Transit.
Przedsiębiorstwo PATCO Speedline oferuje połączenia metrem z Camden, Collingswood, Westmont, Haddonfield, Cherry Hill, Voorhees i Lindenwold w stanie New Jersey.

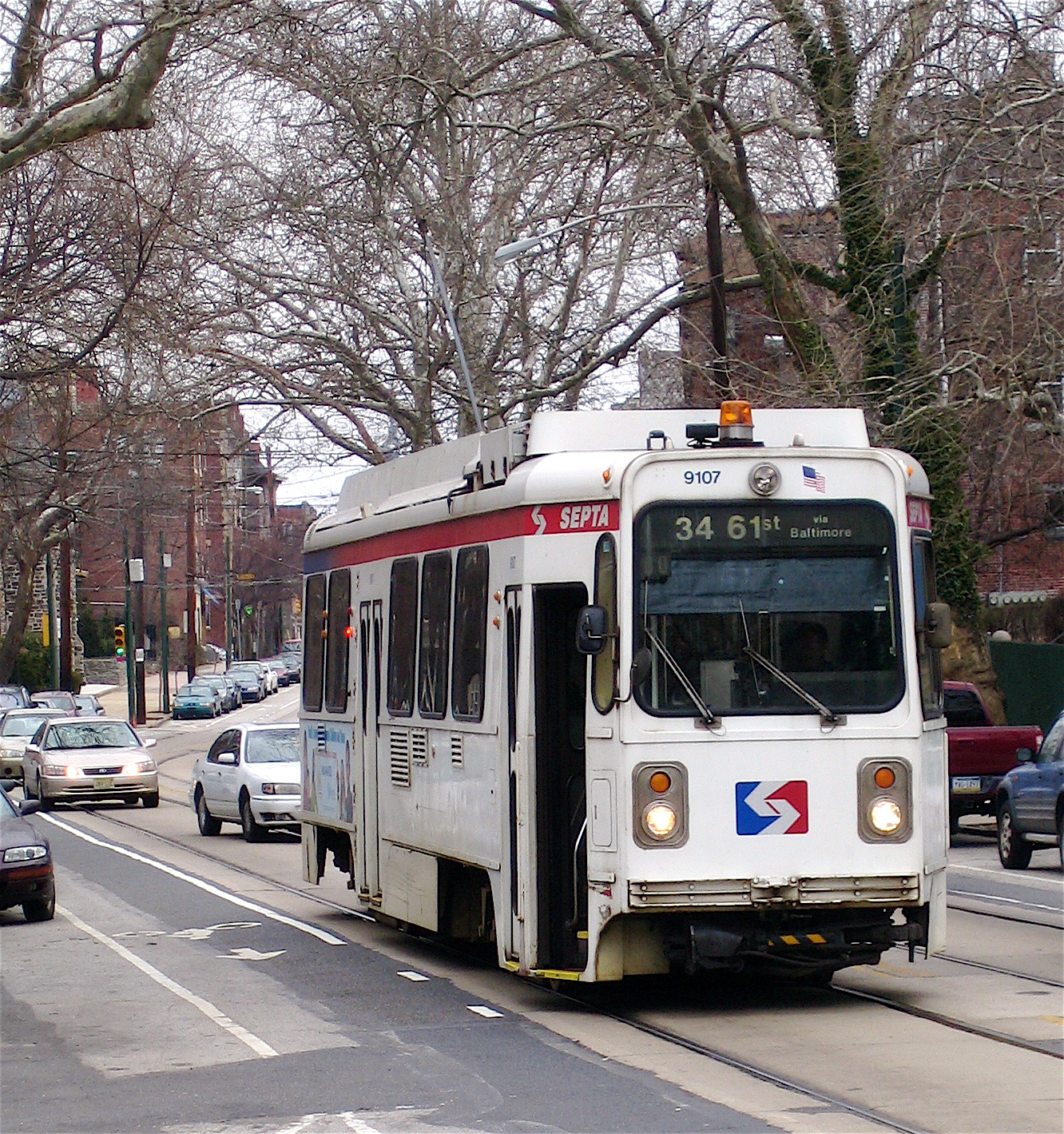
Tramwaj w Filadelfii
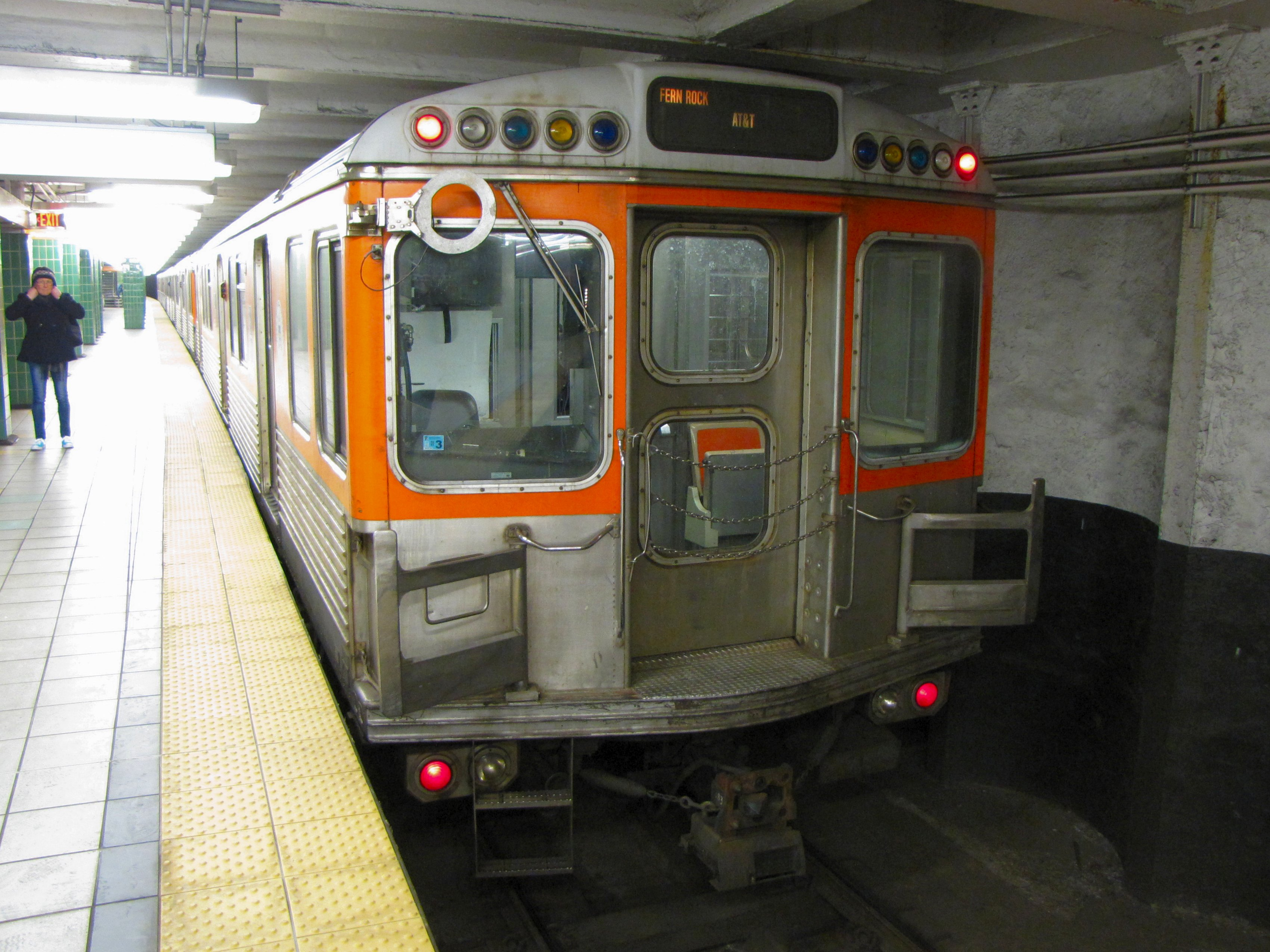
Pociąg metra na trasie linii Broad Street Line
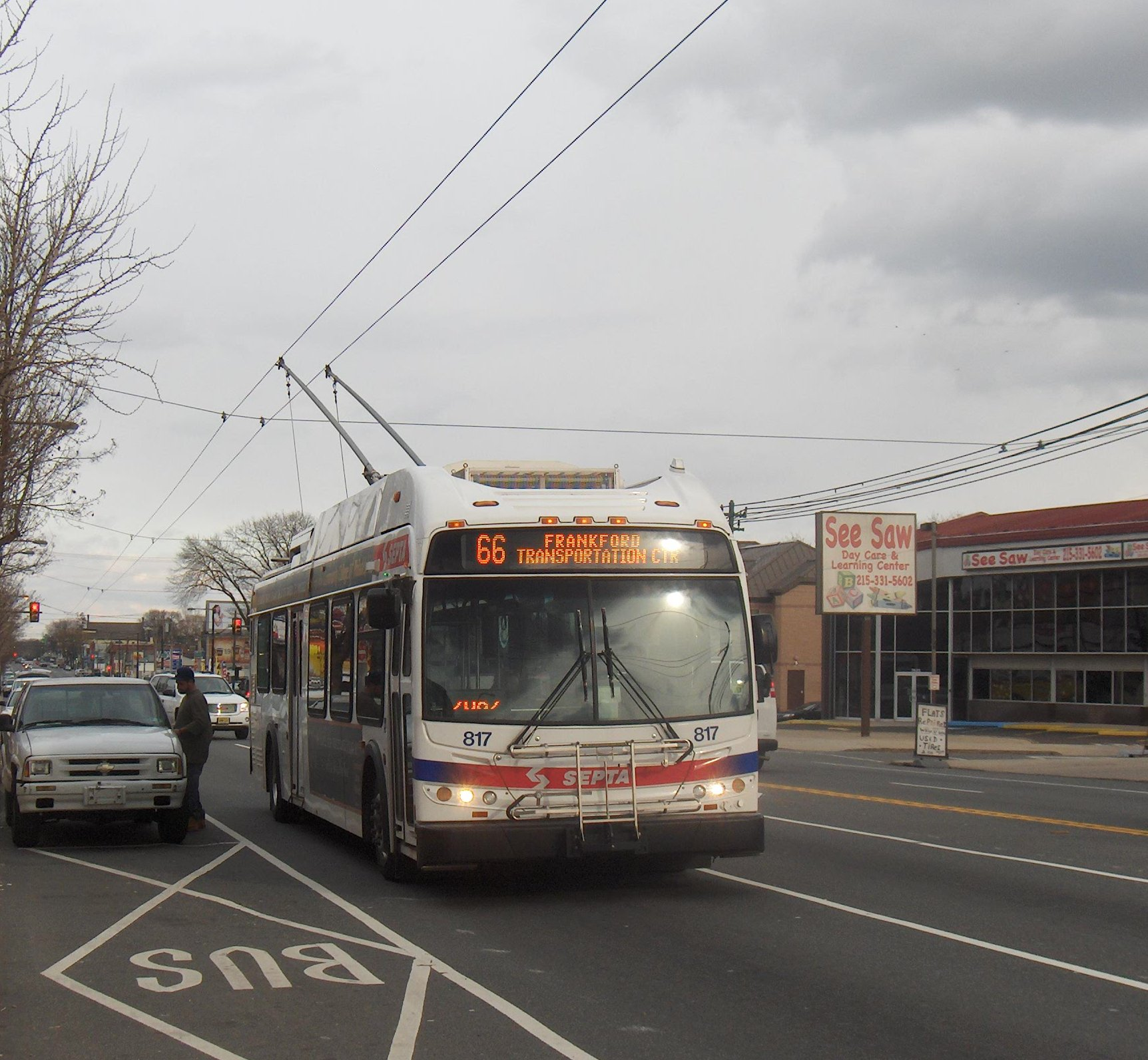
Trolejbus w Filadelfii
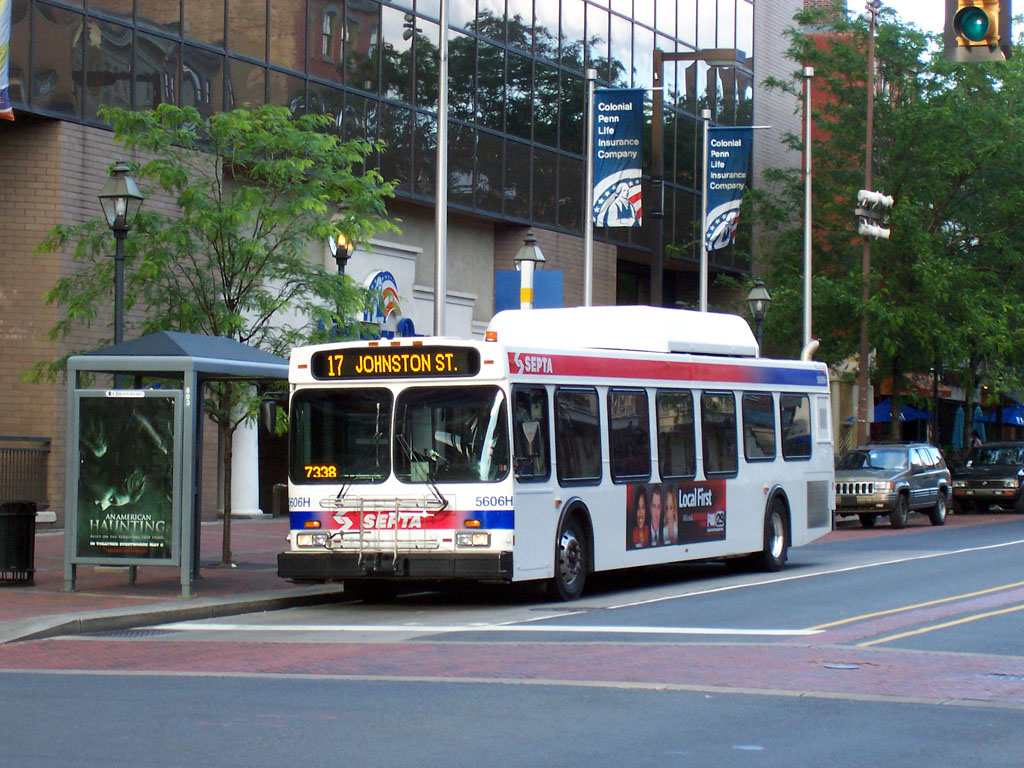
Autobus w Filadelfii
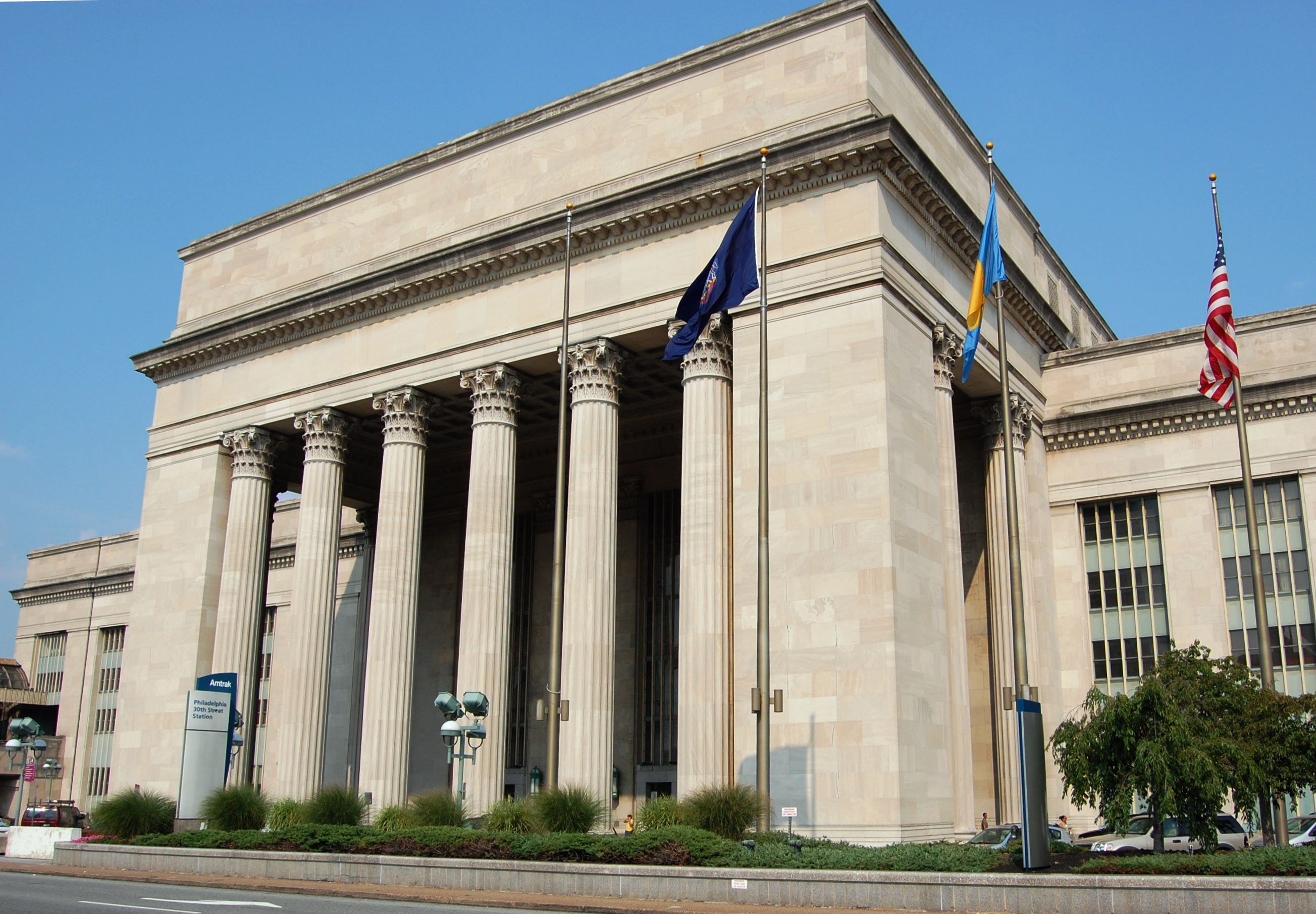
Gmach dworca kolejowego 30th Street Station

### Porty lotnicze

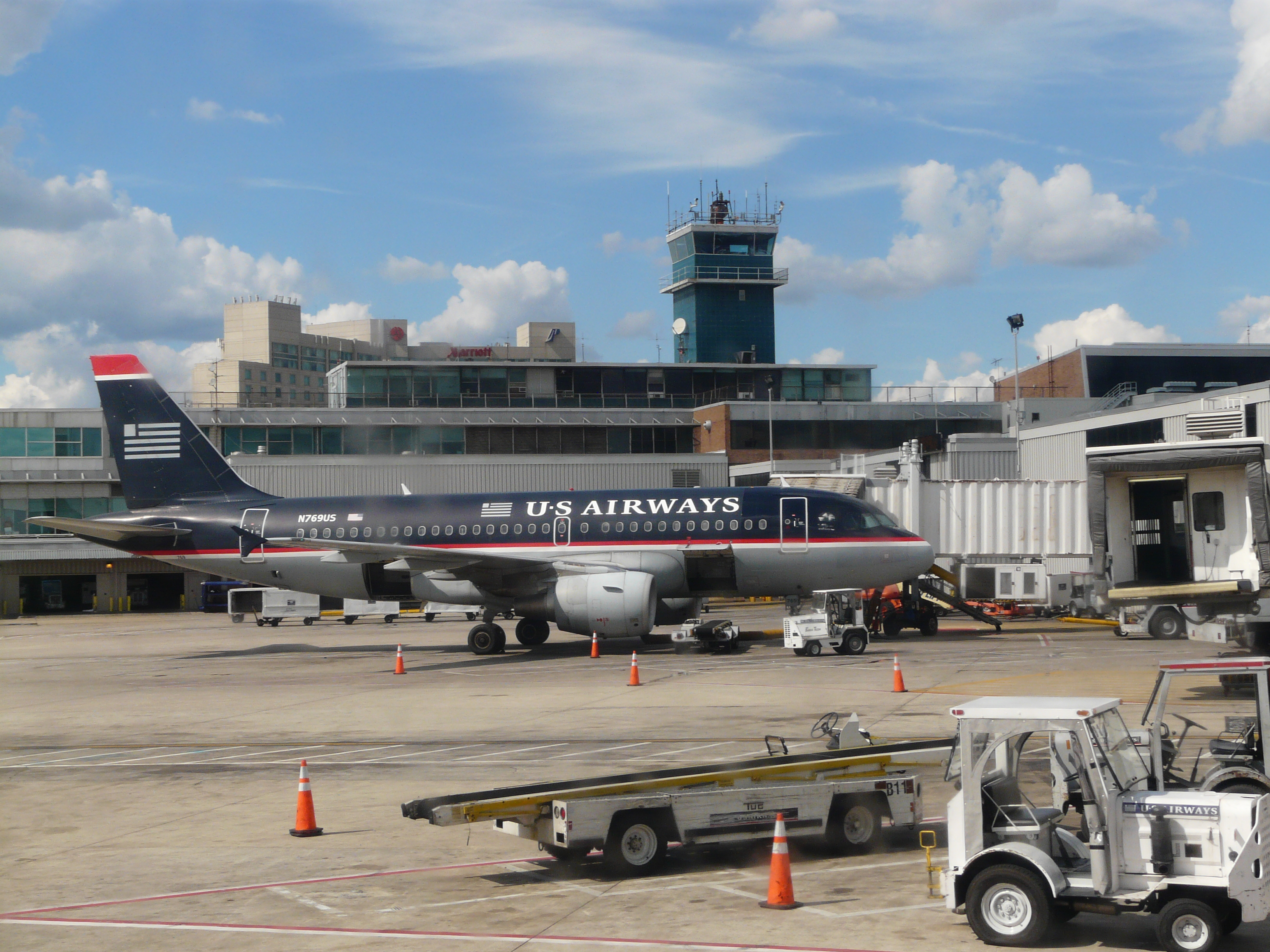
Międzynarodowy port lotniczy w Filadelfii

Filadelfię obsługują dwa porty lotnicze: Międzynarodowy Port Lotniczy Filadelfia, położony przy południowej granicy miasta i Northeast Philadelphia Airport. Port Lotniczy Filadelfia obsługuje loty krajowe i międzynarodowe, a NPA głównie małe, prywatne samoloty. W 2006 było to 10. amerykańskie lotnisko, pod względem liczby wykonywanych operacji.

### Drogi
Interstate 95 biegnie przez Filadelfię wzdłuż rzeki Delaware i jest główną arterią łączącą północ z południem. Ponadto w mieście biegnie tzw. Schuylkill Expressway, część Interstate 76, prowadząca wzdłuż rzeki Schuylkill. Krzyżuje się z Pennsylvania Turnpike, po czym kieruje się w stronę Harrisburga. Interstate 676, nazywana Vine Street Expressway, wybudowana w 1991, łączy Interstate 95 z Interstate 76.
Roosevelt Boulevard, stanowiący część U.S. Route 1, łączy północno-wschodnią Filadelfię z jej centralną częścią. Woodhaven Road (Pennsylvania Route 63), wybudowana w 1966 i Cottman Avenue (Pennsylvania Route 73) obsługują dzielnice w północno-wschodniej części miasta, łącząc U.S. Route 1 z Interstate 95. Fort Washington Expressway (Pennsylvania Route 309) prowadzi z północnej części miasta do hrabstw Montgomery i Bucks. Route 30, prowadząca natomiast ze wschodu na zachód z zachodniej Filadelfii do Lancasteru, znana jako Lancaster Avenue, jest jedną z ważniejszych dróg w mieście.

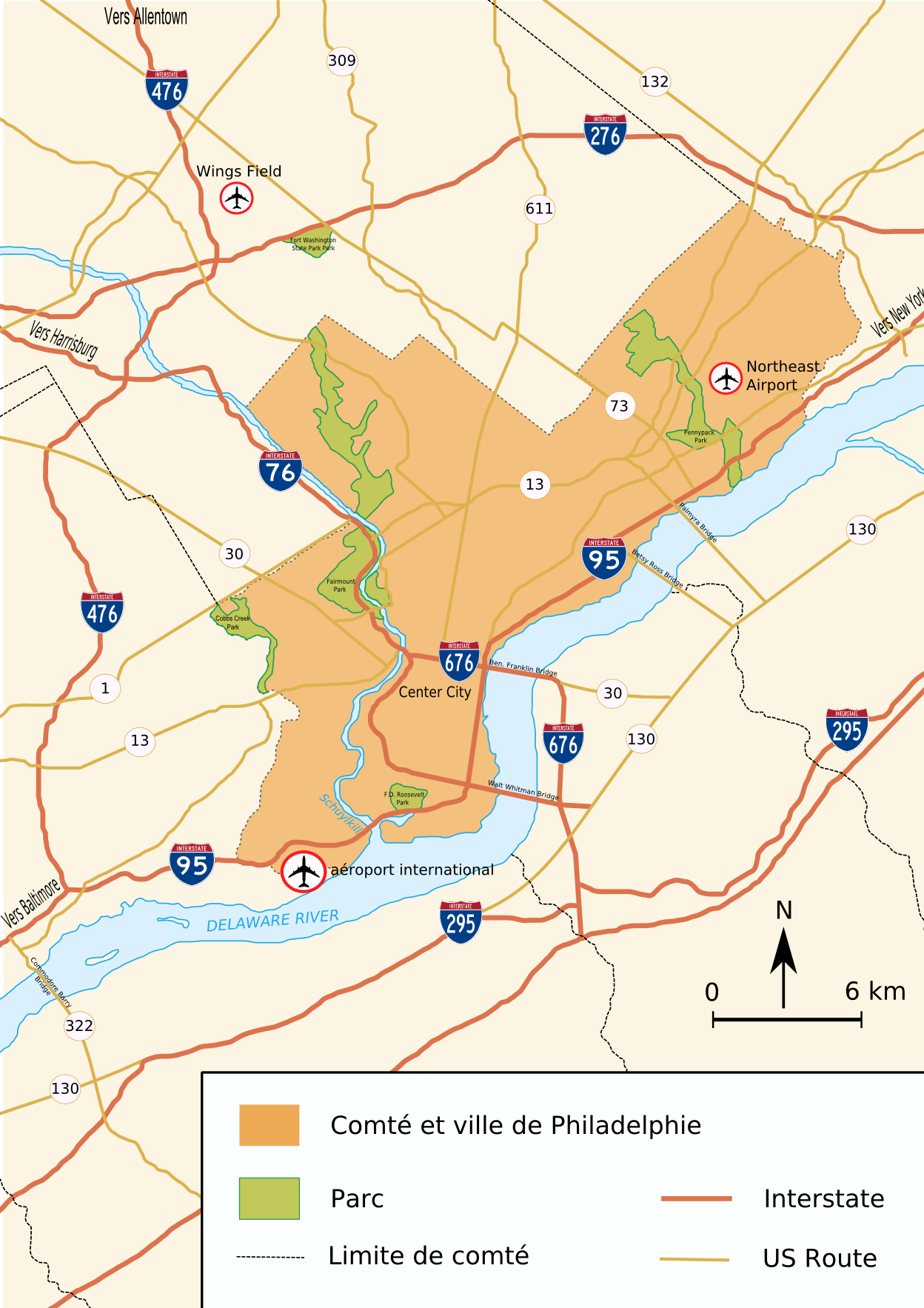
Mapa ukazująca najważniejsze drogi w Filadelfii. Na czerwono zaznaczone są autostrady międzystanowe, a na żółto U.S. Routes

Interstate 476, zwana potocznie Blue Route, stanowi obwodnicę dla zachodniej części miasta, obsługując również zachodnie przedmieścia Filadelfii i prowadzi do Allentown. Podobnie do niej, Interstate 276, jest obwodnicą dla północnej części miasta i łączy Filadelfię z Nowym Jorkiem za pomocą New Jersey Turnpike.
Planowane budowy innych autostrad, jak Intestate 695, zostały wstrzymane. Miała ona biegnąć w kierunku południowo-zachodnim od śródmieścia, łącząc Intestate 95 i Interstate 76.
Do Delaware River Port Authority należą cztery mosty, przerzucone nad rzeką Delaware i łączące Filadelfię z New Jersey: Walt Whitman Bridge (Interstate 76), Benjamin Franklin Bridge (Interstate 676 i U.S. Route 30), Betsy Ross Bridge (New Jersey Route 90) i Commodore Barry Bridge (U.S. Highway 322).

### Autobusy
Filadelfia jest głównym węzłem linii autobusowych przedsiębiorstwa Greyhound. W ciągu całej doby możliwe są połączenia do miast położonych na wschód od rzeki Missisipi. Większość tych kursów ma swój początek z Philadelphia Greyhound Terminal. W 2006 był to jeden z najruchliwszych dworców autobusowych w całych Stanach Zjednoczonych, zaraz po Port Authority Bus Terminal w Nowym Jorku.

## Kultura i nauka

### Uczelnie i instytucje naukowe
- Uniwersytet Pensylwanii (ang. University of Pennsylvania) – jeden z uniwersytetów należących do Ligi Bluszczowej.
- Temple University – stanowy uniwersytet badawczy
- Drexel University – prywatny uniwersytet badawczy.
- Balch Institute for Ethnic Studies(inne języki) – w instytucie można zobaczyć czasowe wystawy związane z imigracją, zmianami zachodzącymi w narodowych dziedzictwach i odwiedzić bibliotekę poświęconą historii emigracji i kulturom etnicznym w Stanach Zjednoczonych.

### Muzea
- Philadelphia Museum of Art – jedna z największych galerii sztuki na świecie, posiadająca w swych zbiorach ponad 225000 dzieł[31]
- Barnes Foundation – galeria głównie z dziełami impresjonistów, postimpresjonistów i modernistów
- Academy of Natural Sciences Museum jest najstarszą instytucją zajmującą się badaniami naukowymi na zachodniej półkuli. Oferuje liczne kolekcje, wystawy i programy.
- African American Museum in Philadelphia(inne języki) – muzeum zostało założone, aby zbierać, badać, udokumentować i pokazać życie i kulturę Afroamerykanów w Pensylwanii, jak również ich związki z krajem i światem. Oprócz stałych wystaw Muzeum oferuje także koncerty, wykłady i filmy z udziałem Afroamerykanów.
- American Swedish Historical Museum(inne języki) – muzeum usytuowane jest w parku południowej Filadelfii i poświęcone jest upamiętnieniu i rozpowszechnieniu dokonań szwedzkich dla społeczeństwa amerykańskiego. Obok Muzeum jest tam również biblioteka, sklep oraz 12 stałych galerii, które ukazują kulturę, historię, imigrację, sztukę użytkową i architekturę.
- Betsy Rose House – Dom Betsy Rose, jest uważany za miejsce, w którym została uszyta pierwsza flaga Stanów Zjednoczonych. Odnowiony dom z czasów kolonialnych z umeblowaniem z tego okresu.
- Brandywine River Museum of Art – kolekcje w Brandywine River Museum ukazują bogatą historię sztuki doliny Brandywine i zawierają jedne z najbardziej liczących się prac sztuki amerykańskiej. Muzeum znajduje się w Chadds Ford(inne języki), w Pensylwanii, w niedalekiej odległości od centrum Filadelfii. Zbiory N.C. Wyeth Studio zawierają ilustracje i obrazy wykonane przez trzy pokolenia rodziny Wyethów, w tym akwarele Andrew Wyetha i portrety pędzla jego syna, Jamesa Wyetha(inne języki).

## Miasta partnerskie
- Kamerun: Douala
- Włochy: Florencja
- Korea Południowa: Inczon
- Rosja: Niżny Nowogród
- Izrael: Tel Awiw
- Chińska Republika Ludowa: Tianjin
- Polska: Toruń
- Francja: Aix-en-Provence
- Japonia: Kōbe
- Irak: Mosul